# Greg Kihn
Greg Kihn, né le 10 juillet 1949 à Baltimore et mort le 13 août 2024, est un musicien, écrivain et animateur de radio américain.

## Biographie
Natif de Baltimore, Greg Kihn s'installe à San Francisco en 1974 pour faire carrière dans la musique. Il est l'un des premiers artistes signés par le label indépendant Beserkley Records et crée le groupe pop rock Greg Kihn Band. 
Le premier album du groupe, Greg Kihn, sort en 1976. Il sort dès lors un album par an et multiplie les tournées. Sa réputation s'accroît et il est l'artiste du label qui vend le plus de disques à la fin des années 1970. Son premier hit, The Breakup Song (They Don't Write 'Em), atteint la 15e place du Billboard Hot 100 mais c'est avec l'album Kihnspiracy (1983) que la formation obtient son plus grand succès, le single Jeopardy, dans le style dance-rock, se hissant à la 2e place du Billboard Hot 100. La popularité du groupe décline dans la deuxième moitié des années 1980 mais il continue à donner beaucoup de concerts, Kihn engageant Joe Satriani, alors au début de sa carrière, pour assurer la guitare lors d'une tournée en 1986.
Greg Kihn continue à enregistrer des albums dans les années 1990 mais se fait beaucoup plus discret avant de se tourner vers la radio et l'écriture.
En 1996, il devient animateur pour la radio KFOX de San José où il anime une émission du matin jusqu'en 2012.
Il publie son premier roman, Horror Show, également en 1996 et est nommé au Prix Bram Stoker du meilleur premier roman. Il publie ensuite trois autres romans d'horreur, Shade of Pale (1997), Big Rock Beat (1998) et Mojo Hand (1999). Son cinquième roman, Rubber Soul, paraît en 2013 et est un roman policier impliquant les Beatles.

## Discographie
- Greg Kihn (1976)
- Greg Kihn Again (1977)
- Next Of Kihn (1978)
- With The Naked Eye (1979)
- Glass House Rock (1980)
- Rockihnroll (1981)
- Kihntinued (1982)
- Kihnspiracy (1983)
- Kihntagious (1984)
- Citizen Kihn (1985)
- Love & Rock & Roll (1986)
- Kihn of Hearts (1992)
- Mutiny (1994)
- Horror Show (1996)